# 石弓
石弓（いしゆみ）とは、城の防衛に使われる仕掛けの一種で、綱をつけた石、若しくは木材で支えた石を城壁や崖の上に張っておいて、敵が攻めてきたときに綱を切って落とすもの。「石弓」とはいうものの、個人が1人で使用する弓のことではない。投石器、射ち出し機ともいうもので、戦時下で城壁に半ば固定された状態で使用するものである。
本来は石を落下させる仕掛けのことだが、弩・クロスボウの意味として使われ、弩・クロスボウを装備した兵士を石弓兵として使われる例がある。